# Fritz Jellinek (Schriftsteller)
Friedrich „Fritz“ Jellinek (* 5. August 1892 in Brünn, Österreich-Ungarn; † 16. August 1966 in London) war ein tschechoslowakischer Schriftsteller und Industrieller. Im Vereinigten Königreich war er nach seiner Emigration im Jahre 1938 auch als Frederick Jellinek bekannt.

## Leben
Fritz Jellinek wurde am 5. August 1892 als Sohn von Edmund (1853–1931) und Leontine Jellinek (geborene Bachrich; 1865–1940) in Brünn geboren. Eine seiner Brüder war Oskar Jellinek (1886–1949), der in späteren Jahren als Schriftsteller tätig war und während der NS-Herrschaft über Prag und Paris in die Vereinigten Staaten floh. Weitere Geschwister waren Lilly (1887–?) und Vallerie „Valli“ Jellinek (1895–?), sowie Helene Königsgarten (geborene Jellinek; 1889–1918). Letztere war mit Ludwig Königsgarten (1873–1943), dem älteren Bruder des Geschäftsmanns, Privatiers und Fechters Ernst Königsgarten (1880–1942), verheiratet.
Im Jahre 1928 übernahm Fritz Jellinek die Leitung der 1867 gegründeten Schafwollfabrik Jellinek & Seidl, der Firma seines Vaters, bei der dieser seit 1878 Mitinhaber war. Zusammen mit Otto und Walter Seidl, die später ebenfalls ins Vereinigte Königreich flohen, war er daraufhin einer der drei Partner des Unternehmens. Um das Jahr 1932 beschäftigte das Brünner Unternehmen um die 500 Mitarbeiter. Parallel dazu war Fritz journalistisch und schriftstellerisch aktiv. So arbeitete er unter anderem als Kulturjournalist beim Prager Tagblatt; auch sein Bruder Oskar ging zu dieser Zeit bereits einer schriftstellerischen Tätigkeit nach. Er vertrat die tschechischen Juden im Judenrat und nahm als Mitglied des Rates am ersten Jüdischen Weltkongress im Jahre 1936 teil.
Um einer Verfolgung durch die Nationalsozialisten zu entgehen, floh ein Großteil der Familie ab 1938 aus ihrer Heimat. Fritz Jellinek führte es nach London, wo er sich niederließ und bis zu seinem Lebensende wohnte. Sein Eigentum wurde während des Krieges von einem deutschen Kommissar verwaltet. Nach dem Ende des Zweiten Weltkriegs ging die Firma im Jahre 1945 in nationale Verwaltung über, sollte jedoch im Jahre 1947 wieder an die ursprünglichen Besitzer übergehen. Diese übernahmen das Unternehmen jedoch nicht wieder, ehe es im darauffolgenden Jahr in einer anderen Firma aufging und im Jahre 1951 gänzlich aus dem Handelsregister gestrichen wurde.
Während seiner Zeit im Vereinigten Königreich war er unter anderem Mitarbeiter bei Time and Tide und dem National Review. Neben sozial- und wirtschaftsphilosophischen Werken brachte Jellinek mitunter auch Gedichtbände heraus. Zu seinen Werken zählen unter anderem Von jüdischen Dingen (1934), Die Krise des Bürgers (1936), Dramatisches Skizzenbuch aus alter, aus neuer, aus neuester Zeit (1938), West of Decline. The truth about world production of truth (1948), Kinder der Niobe (1950) oder Geist und Liebe bleiben lebendig. Auch in seiner neuen Heimat ging er dem Beruf aus seiner alten Heimat nach und gründete in Huddersfield eine Weberei, die er bis 1957 leitete. Noch während des Weltkriegs gehörte er dem Komitee zur Gründung der Jüdischen Brigade an.
Wenige Tage nach seinem 74. Geburtstag starb Jellinek in London, wo er auch beerdigt wurde. Teile seines Nachlasses wurden nach seinem Tod von seiner Witwe Eva über die Organisation British Friends of the Hebrew University an die Israelische Nationalbibliothek übergeben.